# 布基夫齊奧沃
48°49′25″N 22°40′16″E / 48.82361°N 22.67111°E
布基夫齊奧沃（烏克蘭語：Буківцьово）是烏克蘭西部的村莊，隸屬外喀爾巴阡州的烏日霍羅德區。該村始建於1420年，面積40平方公里，海拔高度430米，2001年人口235。